# Lagynogaster dimidiata
Lagynogaster dimidiata är en tvåvingeart som beskrevs av Wei Ying Hsia 1949. Lagynogaster dimidiata ingår i släktet Lagynogaster och familjen rovflugor. Inga underarter finns listade i Catalogue of Life.